# 하이룽급 잠수함
하이룽급 잠수함은 네덜란드에서 중화민국(대만)을 위해 제작되어 현재 해군에서 운용 중이다. 그들은 네덜란드 왕립해군의 즈바르디스급 잠수함을 개조한 것으로, 그 자체는 미국의 바벨급을 기반으로 한다. 대만의 자체 건조 잠수함 프로그램에 의해 건조되는 하이쿤급 잠수함이 결국 하이룽급 잠수함을 대체할 것이다.

## 역사
중화민국(대만)은 1981년 9월 네덜란드의 즈바르디스급 설계를 바탕으로 각각 2척의 잠수함을 주문했다. 두 잠수함의 건조는 1982년 12월 부두 및 야드 회사인 Wilton Fijenoord b.v Schiedam에 의해 설치되었지만 건조자의 재정 불안으로 인해 잠수함의 초기 건조가 지연되었지만 1983년에 작업이 재개되었다. 두 잠수함은 1986년, 하이룽은 10월 6일, 하이후는 12월 10일에 진수되었다. Hai Lung에 대한 해상 시험은 1987년 3월에 시작되었고 Hai Hu는 1988년 1월에 해상 시험을 시작했다. 두 잠수함 모두 바지선에 실려 대만으로 이송되었다. Hai Hu는 1987년 10월 9일에 취역했고 Hai Lung은 1988년 4월 9일에 취역했다. 잠수함에 대한 거래에는 발전소 부품과 가스 액화 플랜트도 포함되었다.
1983년 10월 네덜란드 정부는 대만과 추가 잠수함 2척 발주를 협의했다. 8억 달러 상당의 주문은 네덜란드에 대한 대만의 투자로 50%를 민사 주문 형태로 지불하기로 했다. 하지만, 중화인민공화국이 네덜란드 정부를 압박한 후 이 거래는 실패로 돌아갔다. 중국이 네덜란드와의 외교관계를 격하한 1992년 네덜란드 정부는 4척의 잠수함 추가 수주도 거부했다.

## 설계
하이룽급 잠수함은 즈바르디스급 개량형 설계를 기반으로 하고 있다. 기존 잠수함의 바벨급이 사용하던 미 해군의 눈물방울 선체 디자인도 활용한다는 의미이다. 소음을 발생시키는 기계를 무음 주행을 위해 스프링 서스펜션이 있는 거짓 갑판에 배치하는 것을 포함하도록 설계가 수정되었다. 애즈빌트 클래스에는 Elbit TIMNEX 4CH(V2) ESM(전자 지원 조치) 시스템이 탑재되었다.

## 동급함정
| 함명                  | 함급번호 | 건조사           | 기공일           | 진수일           | 취역일          |
| --------------------- | -------- | ---------------- | ---------------- | ---------------- | --------------- |
| Hai Lung (Sea Dragon) | SS-793   | Wilton-Fijenoord | 1982년 12월 15일 | 1986년 10월 6일  | 1987년 10월 9일 |
| Hai Hu (Sea Tiger)    | SS-794   | Wilton-Fijenoord | 1982년 12월      | 1986년 12월 10일 | 1988년 4월 9일  |

## 개조계획
2005년에는 하이룽급 잠수함이 UGM-84 하푼 대함미사일을 발사할 수 있도록 개량될 것으로 알려졌다. 미국 국방부는 2008년 미국 의회에 UGM-84 하푼 블록 II 미사일 32발과 2개의 무기 통제 시스템, 기타 관련 장비 및 서비스를 대만에 판매할 것을 통보했다. 하푼 대함 미사일의 인도는 2013년에 시작되어 2016년에 완료되었다. 하이룽급 잠수함은 하이난섬 위린(Yulin)에 있는 비밀 해군기지의 핵잠수함뿐만 아니라 상하이(Shanghai)항과 같은 바다에서 온 목표물을 공격할 수 있다. 하푼 미사일의 사거리는 약 125km이다. 이제 잠수함은 하푼 미사일로 해상과 육상의 목표물을 공격할 수 있다.